# Taganszko-Krasznopresznyenszkaja
A Taganszko-Krasznopresznyenszkaja (oroszul: Таганско-Краснопресненская линия) a moszkvai metró 7-es számú és lila színnel jelölt vonala. 2018-ban 42 kilométeres hosszon 23 állomása volt. Nyolc kocsiból álló, Еzs3/Em508t típusú szerelvények közlekednek rajta.

## Szakaszok átadása
| Szakasz                          | Átadás             | Hossz   |
| -------------------------------- | ------------------ | ------- |
| Taganszkaja–Vihino               | 1966. december 31. | 12,9 km |
| Taganszkaja–Kitaj-gorod          | 1970. december 30. | 2,1 km  |
| Barrikadnaja–Oktyabrszkoje Polje | 1972. december 30. | 7,2 km  |
| Kitaj-Gorod–Barrikadnaja         | 1975. december 17. | 4,1 km  |
| Oktyabrszkoje Polje–Planyernaja  | 1975. december 30. | 9,6 km  |
| Összesen:                        | 19 állomás         | 35,9 km |